# (73161) 2002 GC146
2002 جي سي 146 (ويعرف أيضًا باسم (73161) 2002 جي سي 146 وفق تسمية الكوكب الصغير) (بالإنجليزية: 2002 GC146)‏ هو كويكب ضمن حزام الكويكبات؛ وترتيبه 73161 من حيث الاكتشاف.
اكتُشف هذا الجُرم الفلكي بواسطة تعقب الأجرام القريبة من الأرض في 12 أبريل 2002.

## وصلات خارجية
- (73161) 2002 GC146 في قاعدة بيانات مختبر الدفع النفاث لأجرام النظام الشمسي الصغيرة

- الاكتشاف · مخطط المدار ·  العناصر المدارية · المعلمات المادية

- (73161) 2002 GC146 على موقع ويكي سكاي: DSS2, SDSS, GALEX, IRAS, Hydrogen α, X-Ray, Astrophoto, Sky Map, Articles and images